# Gabriel Olaseni
 (mars 2018).
Si vous disposez d'ouvrages ou d'articles de référence ou si vous connaissez des sites web de qualité traitant du thème abordé ici, merci de compléter l'article en donnant les références utiles à sa vérifiabilité et en les liant à la section « Notes et références ».
Gabriel Olaseni, né le 29 décembre 1991, à Plaistow, dans le Grand Londres, au Royaume-Uni, est un joueur anglais de basket-ball. Il évolue au poste de pivot.